# Plasmônica

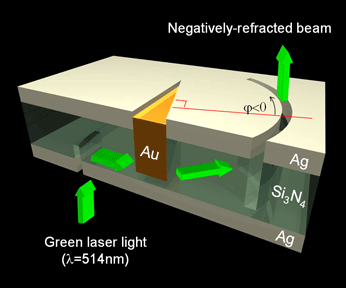
Um desenho de en para facilitar a en no espectro visível

A plasmônica ou nanoplasmônica refere-se à geração, detecção e manipulação de sinais em frequências ópticas ao longo das interfaces metal-dielétricas na escala do nanômetro. Inspirada na fotônica, a plasmônica segue a tendência de miniaturização de dispositivos ópticos (veja também a nanofotônica) e encontra aplicações em sensoriamento, microscopia, comunicações ópticas e biofotônica.

## Princípios
A plasmônica normalmente utiliza plásmon-poláritons de superfície (SPPs) [en], que são oscilações coerentes de elétrons que viajam com uma onda eletromagnética ao longo da interface entre um dielétrico (por exemplo, vidro, ar) e um metal (por exemplo, prata, ouro). Os modos SPP são fortemente confinados à sua interface de suporte, resultando em interações intensas entre luz e matéria. Especificamente, o gás de elétrons no metal oscila com a onda eletromagnética. Devido à dispersão dos elétrons em movimento, as perdas ôhmicas nos sinais plasmônicos geralmente são grandes, o que limita as distâncias de transferência de sinal para a faixa subcentimétrica, a menos que sejam utilizadas redes híbridas de orientação óptico-plasmônica, ou amplificação de ganho plasmônico. Além dos SPPs, os modos de plásmon de superfície localizado suportados por nanopartículas de metal são chamados de modos plasmônicos. Ambos os modos são caracterizados por valores de momento grandes, o que permite um forte aumento ressonante na densidade local de estados de fótons, e podem ser utilizados para ampliar efeitos ópticos fracos de dispositivos optoeletrônicos.

## Motivação e desafios atuais
Atualmente, existe um esforço para integrar a plasmônica com os circuitos elétricos, ou de forma análoga a um circuito elétrico, para combinar a eficiência de tamanho da eletrônica com a capacidade de dados dos circuitos integrados fotônicos (CIF) [en]. Enquanto os comprimentos de porta dos nós CMOS usados para circuitos elétricos estejam diminuindo, o tamanho dos CIFs convencionais é limitado pela difração, constituindo assim uma barreira para uma maior integração. A plasmônica poderia superar essa disparidade de tamanho entre os componentes eletrônicos e fotônicos. Ao mesmo tempo, a fotônica e a plasmônica podem se complementar, já que, sob as condições certas, os sinais ópticos podem ser convertidos em SPPs e vice-versa.
Um dos maiores problemas em tornar os circuitos plasmônicos uma realidade viável é o curto comprimento de propagação dos plásmons de superfície. Tipicamente, os plásmons de superfície percorrem distâncias apenas na ordem de milímetros antes que o amortecimento diminua o sinal. Isso se deve, principalmente, às perdas ôhmicas, que se tornam cada vez mais importantes quanto mais profundamente o campo elétrico penetra no metal. Pesquisadores estão tentando reduzir as perdas na propagação de plásmons de superfície examinando uma variedade de materiais, geometrias, frequências e suas respectivas propriedades. Novos materiais plasmônicos promissores de baixas perdas incluem óxidos e nitretos metálicos, assim como o grafeno. A chave para uma maior liberdade de design são as técnicas de fabricação aprimoradas que podem contribuir ainda mais para reduzir as perdas por meio da redução da rugosidade da superfície.
Uma das barreiras previsíveis que os circuitos plasmônicos terão que superar é o calor. O calor em um circuito plasmônico pode ou não exceder o calor gerado por circuitos eletrônicos complexos. Recentemente, foi proposto reduzir o aquecimento em redes plasmônicas projetando-as para suportar vórtices ópticos aprisionados, que circulam o fluxo de potência da luz através das lacunas entre as partículas, reduzindo assim a absorção e o aquecimento ôhmico. Além do calor, também é difícil alterar a direção de um sinal plasmônico em um circuito sem reduzir significativamente sua amplitude e comprimento de propagação. Uma solução inteligente para o problema de mudar a direção de propagação é o uso de espelhos de Bragg [en] para angularem o sinal em uma direção específica, ou até mesmo funcionarem como divisores do sinal. Por fim, as aplicações emergentes da plasmônica para manipulação da emissão térmica e gravação magnética assistida por calor aproveitam as perdas ôhmicas nos metais para obter dispositivos com novas funcionalidades aprimoradas.

## Guia de ondas

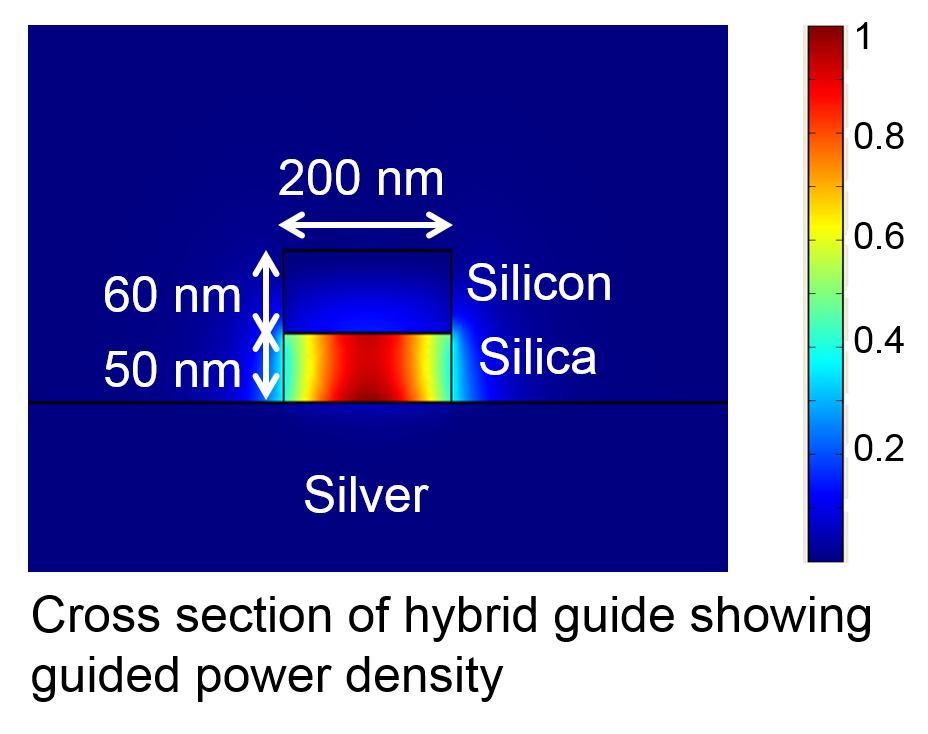
A distribuição de campo em um guia de onda plasmônico híbrido

Os projetos ideais de guias de ondas plasmônicas buscam maximizar o confinamento e o comprimento de propagação dos plásmons de superfície em um circuito plasmônico. Os plásmons-poláritons de superfície são caracterizados por um vetor de onda complexo, com componentes paralelos e perpendiculares à interface metal-dielétrico. A parte imaginária do componente do vetor de onda é inversamente proporcional ao comprimento de propagação dos SPPs, enquanto sua parte real define o confinamento dos SPPs. As características de dispersão dos SPPs dependem das constantes dielétricas dos materiais que compõem o guia de onda. O comprimento de propagação e o confinamento da onda de plásmons de superfície estão inversamente relacionados. Portanto, um confinamento mais forte do modo geralmente resulta em comprimentos de propagação mais curtos. A construção de um circuito plasmônico prático e utilizável depende fortemente de um compromisso entre a propagação e o confinamento. Maximizar tanto o confinamento quanto o comprimento de propagação ajuda a mitigar as desvantagens de escolher o comprimento de propagação em detrimento do confinamento e vice-versa. Foram criados vários tipos de guias de onda na busca por um circuito plasmônico com um confinamento forte e um comprimento de propagação suficiente. Alguns dos tipos mais comuns incluem insulador-metal-insulador (IMI), metal-insulador-metal (MIM), plásmons-poláritons de superfície com carga dielétrica (DLSPP), plásmons-poláritons de fenda (GPP), plásmons-poláritons de canal (CPP), plásmons-poláritons de superfície em cunha (wedge), e guias de onda e redes opto-plasmônicas híbridas. As perdas por dissipação que acompanham a propagação dos SPPs em metais podem ser mitigadas por amplificação de ganho ou combinando-os em redes híbridas com elementos fotônicos, como fibras e guias de onda de ressonadores acoplados. Esse design pode resultar no guia de onda plasmônico híbrido mencionado anteriormente, que exibe um modo de subcomprimento em uma escala de um décimo do limite de difração da luz, juntamente com um comprimento de propagação aceitável.

## Acoplamento
As portas de entrada e saída de um circuito plasmônico receberão e enviarão sinais ópticos, respectivamente. Para fazer isso, é necessário o acoplamento e desacoplamento do sinal óptico com os plásmons de superfície. A relação de dispersão para o plásmon de superfície está completamente abaixo da relação de dispersão para a luz, o que significa que, para ocorrer o acoplamento, um momento adicional deve ser fornecido pelo acoplador de entrada para alcançar a conservação do momento entre a luz incidente e as ondas de plásmons-poláritons de superfície lançadas no circuito plasmônico. Existem várias soluções para isso, incluindo o uso de prismas dielétricos, grades ou elementos de espalhamento localizados na superfície do metal para induzir o acoplamento, combinando os momentos da luz incidente e dos plásmons de superfície. Após um plásmon de superfície ter sido criado e enviado a um destino, ele pode ser convertido em um sinal elétrico. Isso pode ser feito usando um fotodetector no plano de metal, ou desacoplando o plásmon de superfície em luz de propagação livre que pode ser então convertida em um sinal elétrico. Alternativamente, o sinal pode ser desacoplado em um modo de propagação de uma fibra óptica ou guia de onda.

## Dispositivos Ativos
O progresso alcançado nos plásmons de superfície ao longo dos últimos 50 anos levou ao desenvolvimento de vários tipos de dispositivos, tanto ativos quanto passivos. Algumas das áreas mais proeminentes dos dispositivos ativos são a óptica, a termo-óptica e a eletro-óptica. Os dispositivos totalmente ópticos mostraram ter capacidade para se tornarem uma fonte viável para processamento de informações, comunicação e armazenamento de dados quando usados como moduladores. Em um exemplo, a interação de dois feixes de luz de diferentes comprimentos de onda foi demonstrada convertendo-os em plásmons de superfície co-propagantes por meio de pontos quânticos de seleneto de cádmio. Os dispositivos eletro-ópticos combinam aspectos de dispositivos ópticos e elétricos na forma de um modulador. Especificamente, moduladores eletro-ópticos foram projetados usando grades metálicas ressonantes acopladas de forma evanescente e nanofios que dependem de plásmons de superfície de longo alcance (LRSP). Da mesma forma, dispositivos termo-ópticos, que contêm um material dielétrico cujo índice de refração muda com a variação da temperatura, também foram usados como moduladores interferométricos de sinais SPP, além de chaves acopladoras direcionais. Alguns dispositivos termo-ópticos mostraram utilizar o guia de onda LRSP ao longo de faixas de ouro incorporadas em um polímero e aquecidas por sinais elétricos como meio de modulação e chaves acopladoras direcionais. Outra área potencial está no uso de spasers em áreas como litografia em nanoescala, sondagem e microscopia.

## Dispositivos Passivos
Embora os componentes ativos desempenhem um papel importante no uso de circuitos plasmônicos, os circuitos passivos são igualmente essenciais e, surpreendentemente, não são triviais de fazer. Muitos elementos passivos, como prismas, lentes e divisores de feixe, podem ser implementados em um circuito plasmônico, no entanto, a fabricação em nanoescala tem se mostrado difícil e tem efeitos adversos. Perdas significativas podem ocorrer devido ao desacoplamento em situações em que um elemento refrativo com um índice de refração diferente é usado. No entanto, alguns passos foram dados para minimizar as perdas e maximizar a compacidade dos componentes fotônicos. Um desses passos depende do uso de refletores de Bragg [en], ou espelhos compostos por uma sucessão de planos para direcionar um feixe de plásmons de superfície. Quando otimizados, os refletores de Bragg podem refletir quase 100% da potência incidente. Outro método usado para criar componentes fotônicos compactos depende dos guias de onda CPP, pois eles têm exibido um confinamento forte com perdas aceitáveis menores que 3 dB dentro das faixas de comprimento de onda de telecomunicações. Maximizar as perdas e a compacidade em relação ao uso de dispositivos passivos, assim como dispositivos ativos, cria mais potencial para o uso de circuitos plasmônicos.